# Hydroglyphus fulvaster
Hydroglyphus fulvaster är en skalbaggsart som först beskrevs av Guignot 1955.  Hydroglyphus fulvaster ingår i släktet Hydroglyphus och familjen dykare. Inga underarter finns listade i Catalogue of Life.